# Харитина Пекарчук
Харитина Пекарчук (нар. Тіна Ізбицька, пол. Tina Izbicka, 14 жовтня 1894, Сімферополь, Таврійська губернія — 11 березня 1973, Дорнштадт, ФРН) — українська військова та феміністка, хорунжа Армії УНР. Перша жінка, яка отримала українську державну нагороду у ХХ ст. (жетон ордена Залізного хреста № 1, Хрест Симона Петлюри).

## Біографічні відомості
Народилася 14 (1 за старим стилем) жовтня 1894 року в Сімферополі (нині АР Крим, Україна) в зросійщеній польській родині заможних землевласників Антона та Марії Ізбицьких. Була старшою для двох сестер і брата. Дід по матері Скальський був польським повстанцем. Батько помер у 1905 р. Окрім величезних садів довкола Сімферополя, родина мала багато землі на півдні материкової України: для обробки садів і виноградників у Криму наймалися «на строк» люди з Київщини та Полтавщини. Спостерігаючи за ними, Тіна відчула себе частиною українського народу. З часом захопилася українським театром, не пропускаючи жодної вистави — попри те, що відвідування їх суворо заборонялося вчителями та батьками. Коли Тіні випадково потрапив до рук «Кобзар» Шевченка, який належав дядькові по материнській лінії, вона вивчала його вірші й наважилася читати їх подругам у приватній школі, після чого отримала сувору догану за публічне декламування поезії «мужицькою мовою» і була на деякий час відсторонена від занять. «Весь час склад служби був у нашому домі український, то українська мова була нам однаково рідна. Діяла емоція й спонтанна реакція так, що ми виростали з почуттям, що українська земля наша рідна, а водночас її побут і мова», — писала вона у спогадах.
У 1909 році, скінчивши 6 класів гімназії, 15-річна Тіна Ізбицька одружилася з полтавцем Адріаном Книшенком і жила з ним до його мобілізації на фронти Першої світової війни у 1914 році. Згодом повернулася до матері.
У 1915 році Тіна Книшенко вступила на службу до Таврійської губернської земської управи. Того ж року вона познайомилася зі службовцем Сімферопольської земської повітової управи Петром Близнюком, від якого отримала багато українських книжок. Одразу після революції 1917 року Близнюк, котрий на той час входив до сімферопольського осередку Української партії соціалістів-революціонерів, разом зі своєю дружиною, а також із Тіною Книшенко (також була представницею УПСР) та ще кількома особами заснував сімферопольську «Просвіту», яка, попри перешкоди, організувала український хор та аматорський гурток, влаштовувала літературні вечори, спільно з Тимчасовим Кримсько-Мусульманським комітетом видавала газету (назва видання невідома), займалася українізацією 32-го, 33-го та 34-го запасних піхотних полків, дислокованих у місті.

### Визвольні змагання
17 травня 1917 року близько 15000 вояків з українськими прапорами провели парад у Сімферополі під проводом Юрія Воротова-Хвілинського та Юрія Тютюнника. Коли 24 липня Український Маршовий Батальйон (курінь 34 запасного полку) вирушив на материк, Тіна Книшенко, яка у 1916 році скінчила курси сестер милосердя, приєдналася до нього як рядова під псевдом «Степан Книшенко». У жовтні батальйон в Ізяславі (Хмельницька область) увійшов до складу 6 запасного полку, який мав поповнити корпус генерала Павла Скоропадського.
Восени 1917 року Книшенко викликали телеграмою додому через важку хворобу матері. Коли 18 січня 1918 року збільшовичені севастопольські портові робітники зайняли Сімферополь і влаштували «страшну різню», вона довідалася, що її хочуть арештувати, і наприкінці січня втекла на Полтавщину. Перед цим їй вдалося знищити списки сімферопольської «Просвіти», щоб ті не потрапили до рук більшовиків. У Кременчуці Книшенко потрапила до рук більшовиків, піддаючись психологічному тиску та отримуючи вимоги видати українців, яких вона знала в Сімферополі; в одну з ночей до міста увійшли союзні німецькі війська, котрі звільнили всіх політичних арештантів.
У добу Української Держави Тіна Книшенко працювала в Єлисаветграді (сучасний Кропивницький) друкаркою в повітовій комендатурі та Союзі кооперативів. Присягу на вірність гетьману Павлу Скоропадському скласти не захотіла, оскільки вже присягала на вірність УНР. Пізніше приєдналася до новосформованого полку, де отримала посаду старшини для доручень. Під час повстання в листопаді 1918 року пішла до полку імені Івана Богуна, який сформували галичани та наддніпрянці і в якому з рушницею в руках брала участь у боях проти більшовиків. Під час заколоту, який здійснили в Єлисаветграді робітники заводу Евольті та місцеві комуністи, Книшенко разом із командиром полку й іншими старшинами заарештували більшовики, роззброївши полк; незабаром вона була звільнена, після чого разом із бунчужним і ще кількома козаками роззброїла варту кавалерійської школи, в якій сиділи старшини, і звільнила їх.
З огляду на обставини Тіна Книшенко часом виконувала працю медсестри. Під час відступу українських військ з Єлисаветграда на Помішну — Голту — Бірзулу брала участь у багатьох боях. На станції Бірзула звернулася до штабу Південно-Західного фронту з вимогою негайно сформувати санітарний потяг для поранених та хворих, отримавши наказ командувача Південно-Східної Армії отамана Янова взяти цю справу на себе, попри брак медичної кваліфікації. В її розпорядженні не було жодного лікаря; в умовах постійних роз'їздів та браку ліків і перев'язочного матеріалу було дуже важко працювати. «Доводилось воювати за кожний вагон. Відповідні й гарні вагони мали лише штаби, а вони не хотіли їх віддавати. Та все ж таки я зібрала відповідну кількість вагонів, які зараз же наповнились хворими і раненими. Я змушена була з Бірзули ночами їздити на фронт, забирати хворих і ранених, а повернувшись до Бірзули, знову братись за перев'язки і обхід хворих. Не маючи ліків, я робила порошки із соди і, даючи їх хворим, казала, що вони поможуть, а коли верталася, то мої хворі казали, що їм дійсно стало легше. Виглядає це як байка, але це щира правда. Так я попрацювала кілька місяців», — писала Книшенко у спогадах. Невдовзі вона за рішенням Козацької ради Запорозької Січі отамана Юхима Божка очолила санітарний потяг цього формування. На станції Роздільна приймала під опіку поранених та хворих на тиф і з інших частин, врешті й сама захворіла тифом, але, попри хворобу, мусила продовжувати працю. Опинившись у непритомному стані поблизу Кишинева, після одужання наздогнала Запорозьку Січ і невдовзі опинилась із нею в Заліщиках. Зі своєю частиною пройшла від Збруча до Жмеринки зі зброєю в руках, у першій лінії. В одному з боїв була легко поранена в ліву ногу. Після арешту Божка та переформування Запорозької Січі перейшла до частини Юрія Тютюнника, потім — до Гуцульського полку морської піхоти під проводом Іллі Сича. «Вона була тоді й сестрою, і вояком. Коли йшли в атаку на ворога, то Тіна завжди йшла попереду з рушницею в руках, а коли відступали, то в останній лаві відстрілювалася і одночасно забирала з поля бою на вози поранених вояків та опікувалася ними як сестра-жалібниця, за що всі вояки її дуже любили», — згадували її побратими.
22 липня 1919 року Тіна Книшенко повінчалася зі старшиною Армії УНР Іваном Пекарчуком, після чого вони розійшлися по своїх частинах. 19 жовтня 1919 року в бою проти денікінців під Тиманівкою була поранена в живіт; за три тижні з незагоєною раною повернулася до полку. 6 грудня 1919 року в складі 1-ї сотні кінного Мазепинського полку Армії УНР, командиром якої був її чоловік, виступила в Зимовий похід, за який була нагороджена жетоном ордена Залізного хреста, а за визвольні змагання — Хрестом Симона Петлюри. У травні 1920 року під с. Вербка Ямпільського повіту дістала тяжку контузію, внаслідок якої ліва сторона тіла була майже паралізована. «Цим закінчилася моя служба Україні як вояка», — зазначала вона у спогадах.

### У Польській та Чехословацьких республіках
В листопаді 1920 року Тіна (Харитина) Пекарчук була інтернована поляками, перебувала в таборах Пикуличі, Ланьцут, Стшалково; займалася вишивкою. Наприкінці 1921 року втекла до чоловіка, котрий хворів, і була змушена важко заробляти на життя (зокрема, на пилянні лісу в Татрах). Подружжя проживало на нелегальному становищі, переховуючись від поліції. 15 червня 1922 року Пекарчук тайкома перейшла нелегально чеський кордон, влаштувалася посудомийкою в українській їдальні, пізніше — офіціанткою, заробляючи на переїзд чоловіка та на одяг йому і собі. 15 січня 1924 року вступила на «матуральні курси»; у травні 1924 року в Празі склала іспит за 6 класів реальної школи, тоді ж була зарахована до Української господарської академії (УГА) в Подєбрадах вільною слухачкою (без стипендії), навчалася на філософському факультеті. Закінчивши 3 березня 1925 р. матуральні курси, 5 березня звернулася до Сенату УГА з проханням зарахувати її дійсною студенткою, однак позитивної відповіді не дочекалася. Через виявлений туберкульоз легень довелося покинути навчання та переїхати у 1929 р. до Польської республіки.

### Друга світова війнаі повоєнний час
У грудні 1941 року Харитина Пекарчук переїхала з чоловіком до Вінниці, де організувала й очолила організацію «Жіноча Служба Україні». У 1943 році разом із чоловіком була заарештована гестапо за звинуваченням у зв'язках із партизанами; через брак доказів за кілька місяців подружжя було звільнене, після чого втекло на захід і поневірялося таборами для переміщених осіб. У 1945 році подружжя опинилося в таборі Рейнгард у Новому Ульмі (Німеччина), де Харитина брала участь у громадському житті та увійшла до жіночої організації. Через туберкульоз у неї виникла потреба в санаторному лікуванні протягом трьох років. Подальше життя Харитини та Івана Пекарчуків супроводжували скрута, злидні та хвороби без можливості виїхати. У 1958 році чоловік помер.
Від часу заснування Об'єднання Українських Жінок у Німеччині Харитина Пекарчук поставилася прихильно до організації та увійшла до неї, а оселившись у будинку для літніх людей у Дорнштадті (Німеччина), стала головою представництва організації; хворіючи останніми роками, майже втративши зір, вона не припиняла зв'язку з головною Управою. «Увесь час борикаюся з різними хворобами: до туберкульози приєдналася хворість печінки, артретизм (буває, що не можу й рухатись), сліпота: перенесла операцію обох очей по черзі», — зазначала вона у спогадах.
В еміграції Харитина Пекарчук вела щоденник. На превеликий жаль, він зник разом з усіма фотографіями. В її особовій справі, яка перебуває в Центральному державному архіві вищих органів влади і управлення, є «Власноручний опис життя українки Харитини Пекарчук»: у ньому вона зазначила, що народилася в «українській родині» і постійно наголошувала, що є православною українкою.
Померла Харитина Пекарчук 11 березня 1973 року.

## Цитати
| Якби моя молодість і здоров’я могли повернутися, в мене було б тільки єдине бажання: стати сірим, безіменним рядовиком в однострою Української Армії, повернутися на свою колишню стійку, спочинути на Рідній Землі. |
| |

## Вшанування пам'яті
У вересні 2022 року у місті Кременчук вулицю Космодем'янської перейменували на вулицю Харитини Пекарчук.
У селі Омельник вулицю Космодем'янської перейменували на вулицю Харитини Пекарчук.